# القنب الهندي في بلجيكا

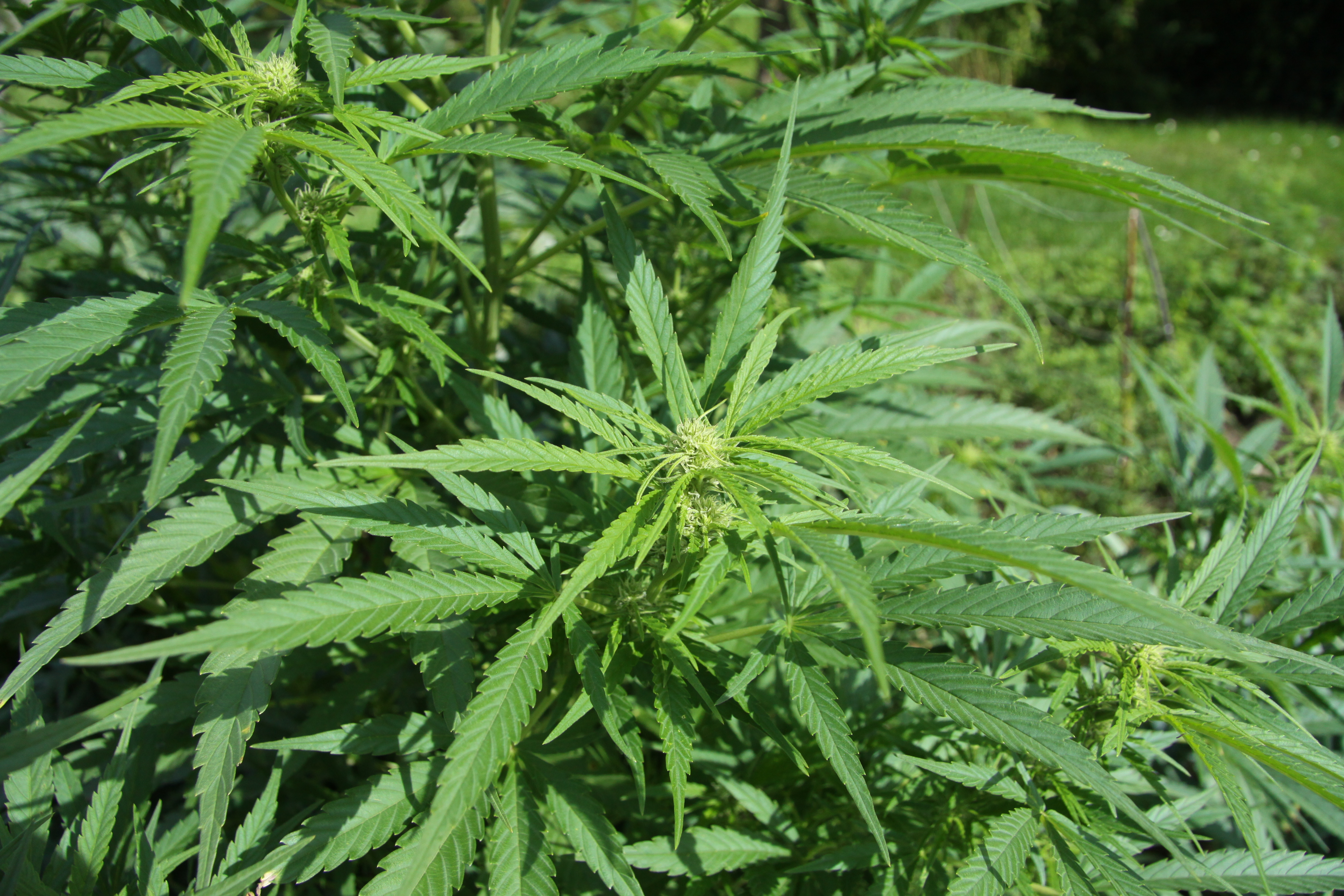

القنب في بلجيكا غير قانوني، لكن الحيازة الشخصية قد تم تجريمها منذ عام 2003; يُسمح للبالغين الذين تزيد أعمارهم عن 18 عامًا بامتلاك ما يصل إلى 3 غرامات.
في يونيو 2015, وقعت ماجي دي بلوك مرسومًا ملكيًا يقضي بتطبيق بعض استخدامات الحشيش الطبية، والتي تشمل فقط عام 2015 بخاخ Sativex عن طريق الفم لعلاج التصلب المتعدد.